# Члекувка
Члекувка (пол. Człekówka) — село в Польщі, у гміні Колбель Отвоцького повіту Мазовецького воєводства.
Населення — 381 особа (2011).
У 1975-1998 роках село належало до Седлецького воєводства.

## Демографія
Демографічна структура станом на 31 березня 2011 року:
|          | Загалом | Допрацездатний вік | Працездатний вік | Постпрацездатний вік |
| -------- | ------- | ------------------ | ---------------- | -------------------- |
| Чоловіки | 181     | 46                 | 119              | 16                   |
| Жінки    | 200     | 52                 | 108              | 40                   |
| Разом    | 381     | 98                 | 227              | 56                   |